# Saison 2019-2020 du FC Heidenheim
Maillots
Chronologie
Saison précédente Saison suivante
La saison 2019-2020 est la 6e saison du FC Heidenheim consécutive en 2.Bundesliga.

## Transferts

### Transferts estivaux
| Nom                     | Nationalité | Poste     | Transfert                     | Provenance/Destination | Division     |
| ----------------------- | ----------- | --------- | ----------------------------- | ---------------------- | ------------ |
| Arrivées                |             |           |                               |                        |              |
| Merveille Biankadi      | Allemagne   | Milieu    | Transfert                     | Hansa Rostock          | 3.Liga       |
| Jonas Föhrenbach        | Allemagne   | Défenseur | Transfert                     | SC Fribourg            | 1.Bundesliga |
| Oliver Hüsing           | Allemagne   | Défenseur | Transfert                     | Hansa Rostock          | 3.Liga       |
| David Otto              | Allemagne   | Attaquant | Prêt                          | TSG Hoffenheim         | 1.Bundesliga |
| Jonas Brändle           | Allemagne   | Milieu    | Premier contrat professionnel | FC Heidenheim U19      | -            |
| Andrew Owusu            | Allemagne   | Milieu    | Premier contrat professionnel | FC Heidenheim U19      | -            |
| Diant Ramaj             | Allemagne   | Gardien   | Premier contrat professionnel | FC Heidenheim U19      | -            |
| Tim Kleindienst         | Allemagne   | Attaquant | Transfert                     | SC Fribourg            | 1.Bundesliga |
| Konstantin Kerschbaumer | Autriche    | Milieu    | Transfert                     | FC Ingolstadt          | 3.Liga       |
| Stefan Schimmer         | Allemagne   | Attaquant | Transfert                     | SpVgg Unterhaching     | 3.Liga       |
| Départs                 |             |           |                               |                        |              |
| Nikola Dovedan          | Autriche    | Milieu    | Transfert                     | FC Nuremberg           | 3.Liga       |
| Robert Andrich          | Allemagne   | Milieu    | Transfert                     | Union Berlin           | 3.Liga       |
| Matthias Köbbing        | Allemagne   | Gardien   | Transfert                     | FC Homburg             | Regionalliga |
| Tim Skarke              | Allemagne   | Milieu    | Transfert                     | SV Darmstadt 98        | 2.Bundesliga |
| Robert Glatzel          | Allemagne   | Attaquant | Transfert                     | Cardiff City           | Championship |
| Gökalp Kilic            | Allemagne   | Milieu    | Prêt                          | SSV Ulm                | Regionalliga |
| Oliver Steurer          | Allemagne   | Défenseur | Prêt                          | KFC Uerdingen          | 3.Liga       |
| Kolja Pusch             | Allemagne   | Milieu    | Transfert                     | Admira Wacker          | Bundesliga   |

### Transferts hivernaux
| Nom                | Nationalité | Poste     | Transfert | Provenance/Destination | Division     |
| ------------------ | ----------- | --------- | --------- | ---------------------- | ------------ |
| Arrivées           |             |           |           |                        |              |
| Tobias Mohr        | Allemagne   | Milieu    | Transfert | SpVgg Greuther Fürth   | 2.Bundesliga |
| Départs            |             |           |           |                        |              |
| Patrick Schmidt    | Allemagne   | Attaquant | Prêt      | Dynamo Dresde          | 2.Bundesliga |
| Merveille Biankadi | Allemagne   | Milieu    | Prêt      | Eintracht Brunswick    | 3.Liga       |
| Oliver Steurer     | Allemagne   | Défenseur | Prêt      | Preußen Münster        | 3.Liga       |

## Compétitions
| 2.Bundesliga                                                 | Coupe d'Allemagne                        | Barrages de promotion                     |
| ------------------------------------------------------------ | ---------------------------------------- | ----------------------------------------- |
| Troisième (Barrages de promotion en 1. Bundesliga) 55 points | Deuxième tour face au Werder Brême (1-4) | 2 Jeux face au Werder Brême (0-0) / (2-2) |
| 15V 10N 9D                                                   | 1V 0N 1D                                 | 0V 2N 0D                                  |
| TOTAL: 16V 12N 10D                                           |                                          |                                           |

### Championnat

#### Journées 1 à 5
Pour son premier match de la saison, le FC Heidenheim affrontait Osnabrück, d'abord mené, le FC Heidenheim parvient à renverser la situation avant de s'imposer à l’extérieur sur le score de 3 buts à 1. Pour son deuxième match de la saison, le FC Heidenheim se retrouve face au VfB Stuttgart fraichement relégué de Bundesliga, en difficulté en première mi-temps, Heidenheim encaisse deux buts presque coup sur coup avant d'inscrire un but puis d'arracher le match nul grâce à un but contre son camp de Kempf. Resté sur un match nul à la journée précédente, les joueurs de Heidenheim ont envie de faire mieux face à un club jusque-là en difficulté, en première période le match est équilibré mais en seconde les joueurs de Dresde prennent le dessus et marquent à deux reprises, les joueurs de Heidenheim obtiennent quant à eux un pénalty à la 89e, il est cependant trop tard et la première défaite de la saison est là.

#### Classement
| Rang | Équipe                   | Pts | J  | G  | N  | P  | Bp | Bc | Diff | Qualification ou relégation |
| ---- | ------------------------ | --- | -- | -- | -- | -- | -- | -- | ---- | --------------------------- |
| 1    | Arminia Bielefeld (C, P) | 68  | 34 | 18 | 14 | 2  | 65 | 30 | +35  | Promotion en Bundesliga     |
| 2    | VfB Stuttgart R (P)      | 58  | 34 | 17 | 7  | 10 | 62 | 41 | +21  | Promotion en Bundesliga     |
| 3    | FC Heidenheim            | 55  | 34 | 15 | 10 | 9  | 45 | 36 | +9   | Barrage de promotion        |
| 4    | Hambourg SV              | 54  | 34 | 14 | 12 | 8  | 62 | 46 | +16  |                             |
| 5    | SV Darmstadt 98          | 52  | 34 | 13 | 13 | 8  | 48 | 43 | +5   |                             |

#### Évolution du classement et des résultats
| Journée  | 1   | 2  | 3  | 4   | 5   | 6  | 7  | 8  | 9  | 10 | 11 | 12 | 13 | 14 | 15 | 16 | 17 | 18 | 19 | 20 | 21 | 22 | 23 | 24 | 25 | 26 | 27 | 28 | 29 | 30 | 31 | 32 | 33 | 34 | Journées en tête |
| -------- | --- | -- | -- | --- | --- | -- | -- | -- | -- | -- | -- | -- | -- | -- | -- | -- | -- | -- | -- | -- | -- | -- | -- | -- | -- | -- | -- | -- | -- | -- | -- | -- | -- | -- | ---------------- |
| Résultat | V   | N  | D  | D   | N   | V  | V  | N  | D  | N  | V  | N  | V  | D  | V  | V  | N  | V  | D  | N  | V  | N  | V  | D  | V  | D  | V  | N  | V  | D  | V  | N  | V  | D  | —                |
| Rang     | 1er | 4e | 9e | 12e | 11e | 9e | 4e | 5e | 7e | 7e | 5e | 6e | 4e | 6e | 4e | 4e | 4e | 4e | 4e | 5e | 4e | 4e | 4e | 4e | 4e | 4e | 4e | 4e | 4e | 4e | 4e | 4e | 3e | 3e | 1                |

## Effectif professionnel

### Joueurs prêtés
Le tableau suivant liste les joueurs en prêts pour la saison 2019-2020.
| Joueurs prêtés |    |                        |                    |                     |           |                     |  |
| \| N° \| P. \| Nat. \| Nom \| Date de naissance \| Sélection \| Club en prêt \| \| \| 32 \| A \| \| Patrick Schmidt \| 10/09/1993 (31 ans) \| – \| Dynamo Dresde \| \| \| 23 \| M \| \| Merveille Biankadi \| 09/05/1995 (29 ans) \| – \| Eintracht Brunswick \| \| \| 4 \| D \| \| Oliver Steurer \| 06/01/1995 (30 ans) \| – \| Preußen Münster \| \| |    |                        |                    |                     |           |                     |  |
| N° | P. | Nat.                   | Nom                | Date de naissance   | Sélection | Club en prêt        |  |
| 32 | A  | Drapeau de l'Allemagne | Patrick Schmidt    | 10/09/1993 (31 ans) | –         | Dynamo Dresde       |  |
| 23 | M  | Drapeau de l'Allemagne | Merveille Biankadi | 09/05/1995 (29 ans) | –         | Eintracht Brunswick |  |
| 4 | D  | Drapeau de l'Allemagne | Oliver Steurer     | 06/01/1995 (30 ans) | –         | Preußen Münster     |  |

| N° | P. | Nat.                   | Nom                | Date de naissance   | Sélection | Club en prêt        |  |
| 32 | A  | Drapeau de l'Allemagne | Patrick Schmidt    | 10/09/1993 (31 ans) | –         | Dynamo Dresde       |  |
| 23 | M  | Drapeau de l'Allemagne | Merveille Biankadi | 09/05/1995 (29 ans) | –         | Eintracht Brunswick |  |
| 4  | D  | Drapeau de l'Allemagne | Oliver Steurer     | 06/01/1995 (30 ans) | –         | Preußen Münster     |  |

## Statistiques

### Statistiques collectives
| Compétition           | Débute au tour | Termine       | Matches joués | Gagnés | Nuls | Perdus | Buts pour | Buts contre | Différence |
| --------------------- | -------------- | ------------- | ------------- | ------ | ---- | ------ | --------- | ----------- | ---------- |
| 2.Bundesliga          | -              | -             | 34            | 15     | 10   | 9      | 45        | 36          | +9         |
| Coupe d'Allemagne     | Premier tour   | Deuxième tour | 2             | 1      | 0    | 1      | 3         | 4           | -1         |
| Barrages de promotion | -              | -             | 2             | 0      | 2    | 0      | 2         | 2           | 0          |
| Total                 | -              | -             | 38            | 16     | 12   | 10     | 50        | 42          | +8         |